# Datsun Fairlady
Datsun Fairlady (яп. ダットサン・フェアレディ) — серия родстеров производства Nissan из 1960-х годов. Серия была предшественником Nissan Fairlady Z в линейке Fairlady, и конкурировала с европейскими спортивными автомобилями таких компаний, как MG, Triumph, Fiat и Alfa Romeo. Производство началось в 1959 году с модели «S211» и продолжалось до 1970 года с моделями «SP311» и «SR311». На разных рынках, кроме японского и австралийского, автомобиль назывался Datsun Sports.
У Fairlady за период её выпуска появилось немало конкурентов, например, Honda S500, Toyota Sports 800 и Daihatsu Compagno. В Японии, автомобиль представлял собой один из трех основных продуктов, предлагаемых компанией Nissan, наряду с Datsun Truck и Datsun 1000. Datsun SRL 2000 был 2-местным родстером. Пол Ньюман начинал свою гоночную карьеру на одном из этих автомобилей. Он имел мощный двигатель объёмом 1982 см³ с 5-ступенчатой коробкой передач.
В 1991 году Nissan выпустило ограниченную серию двух-дверных кабриолетов, стилизованных под ретро-вид Datsun Sports, названную Nissan Figaro.

## S211
Первой моделью спортивного автомобиля Datsun был S211 1959 года. Он имел 988-кубовый двигатель Nissan C, рядная четвёрка мощностью 37 л. с. (27 кВт). S211 базировался на седане Datsun 211. 

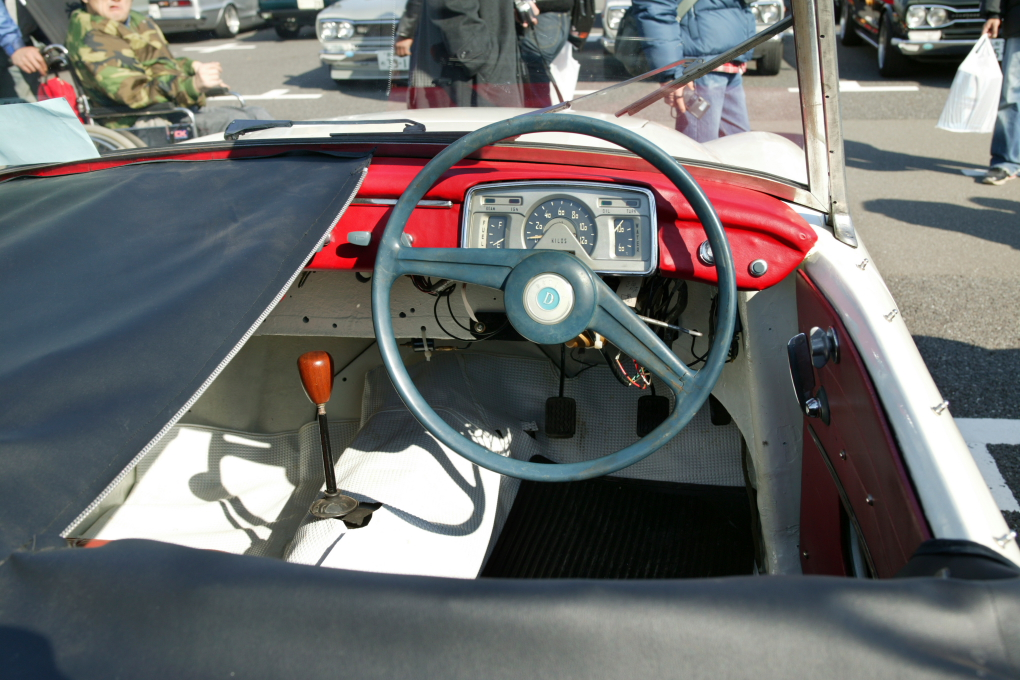
Интерьер Datsun S211

Сбоку автомобиля имеются шильдики «Datsun 1000». Дизайнером автомобиля был Юити Ота, разработавший ранее Datsun DC-3 и прототип S211, известный как A80X. Как и A80X, S211 имел стеклопластиковый кузов, разработанный под влиянием Chevrolet Corvette. Всего было построено 20 автомобилей, что сделало S211 одной из самых редких моделей Datsun.

## SPL212/SP213
SPL212 появился в 1960 году. Это был первый спортивный автомобиль Datsun, импортируемый в США. Буква «L» в названии означает «левостороннее движение». Автомобиль со стальным кузовом немного большего объёма, чем у S211, строился до 1961 года, всего было построено 288 единиц. SPL212 базировался на пикапе Datsun 223. Он имел 1,2-литровый (1189 см³) двигатель Nissan E, рядная четвёрка мощностью 48 л. с. (35 кВт). На автомобиль устанавливались 4-ступенчатая механическая трансмиссия, а также рычажная подвеска с торсионами. Барабанные тормоза использовались вокруг. Это был первый автомобиль с названием «Fairlady». Шильдик на крышке багажника был аналогичен тому, который был использован на пикапе Datsun 223. Название автомобиля является отсылкой на Бродвейский мюзикл My Fair Lady. SPL212 и поздняя SPL213 продавали только на экспорт; их названия говорили об объёмах используемых двигателей. В 1960 году, производство Fairlady было перенесено из Йокогамы на завод Nissan Shatai в Хирацуке.
Эти автомобили являются довольно ценными. В 1996 году серия не реставрированных автомобилей (SPL212) была продана за $100 000.
SPL213, выпускавшийся в 1961 и 1962 годах, был очень поход на SPL212. Основным отличием был двух-карбюраторный двигатель «E-1» мощностью 60 л. с. (44 кВт), который стал значительным утяжелением для такого маленького и легкого автомобиля. Подобно SPL212, SPL213 строился на базе пикапа Datsun 223. Было построено 217 единиц.

## SP310/SPL310

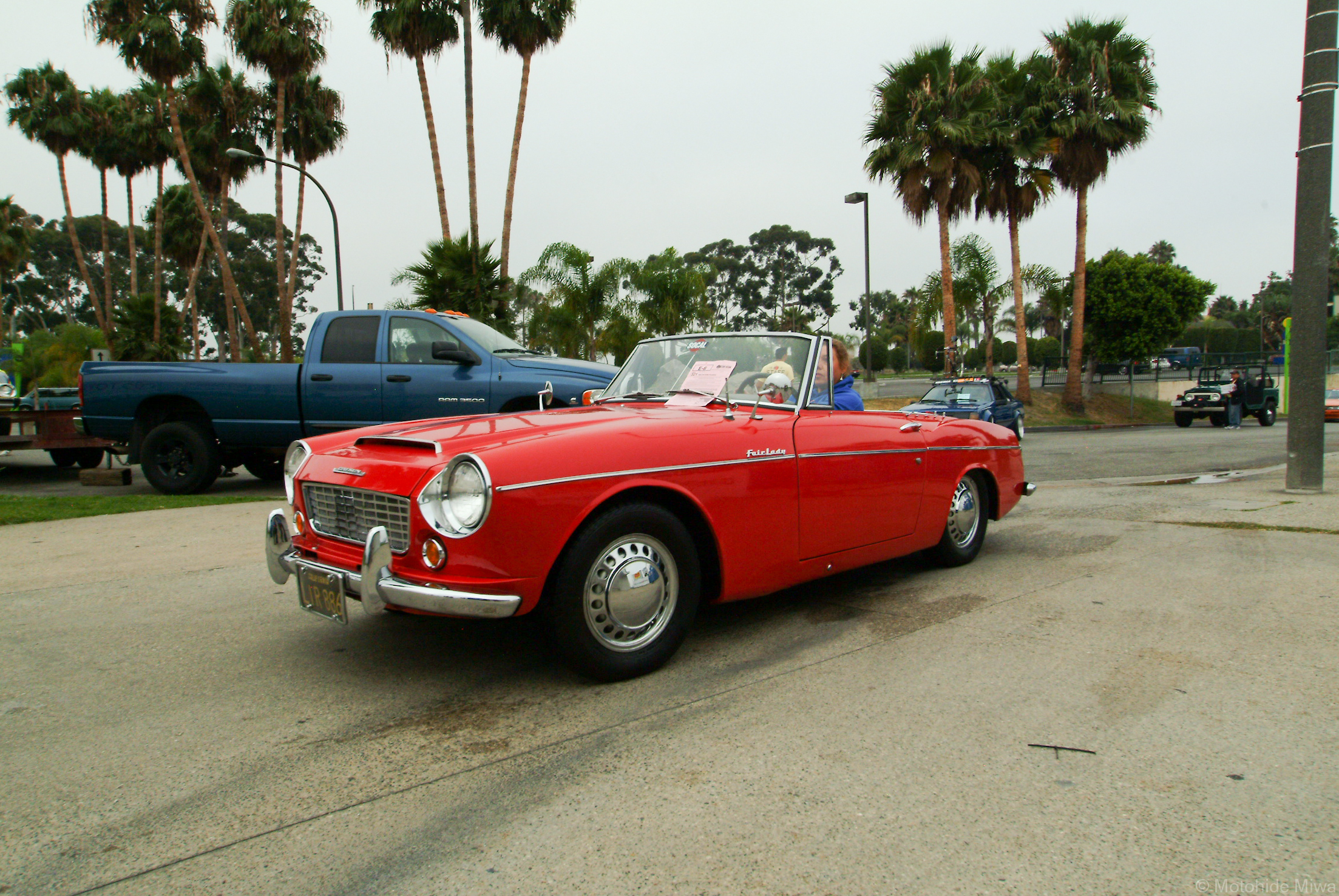
Родстер Datsun 1500 (SPL310)

Первым настоящим спортивным автомобилем Datsun была модель 1963 года SP310 «Fairlady 1500» (с правым рулем) и SPL310 (с левым рулем). В Америке он был известен как Datsun 1500. SP310 основывался на модифицированной платформе седана Bluebird 310 вместо платформы пикапов для более ранних моделей. Он имел 85-сильный 1,5-литровый (1497 см³) двигатель G15 (от Cedric) но с одним SU карбюратором. Всего 300 единиц SPL310 имели один карбюратор (77 л. с.), модели с двумя карбюраторами строились в 1964 и 1965 годах (85 л. с.). С двигателем шла четырёх-ступенчатая механическая коробка передач. В заднем мосту использованы оси и дифференциал также от Cedric. Автомобиль также оборудовался транзисторным радио, автомобильным чехлом, подсветкой карты, часами.
К Летним Олимпийским играм 1964 года, Nissan создала галерею на втором и третьем этажах San-ai, расположенном в квартале Гиндза города Токио. Название Fairlady было использовано как отсылка на популярный Бродвейский мюзикл.

## SP311/SPL311

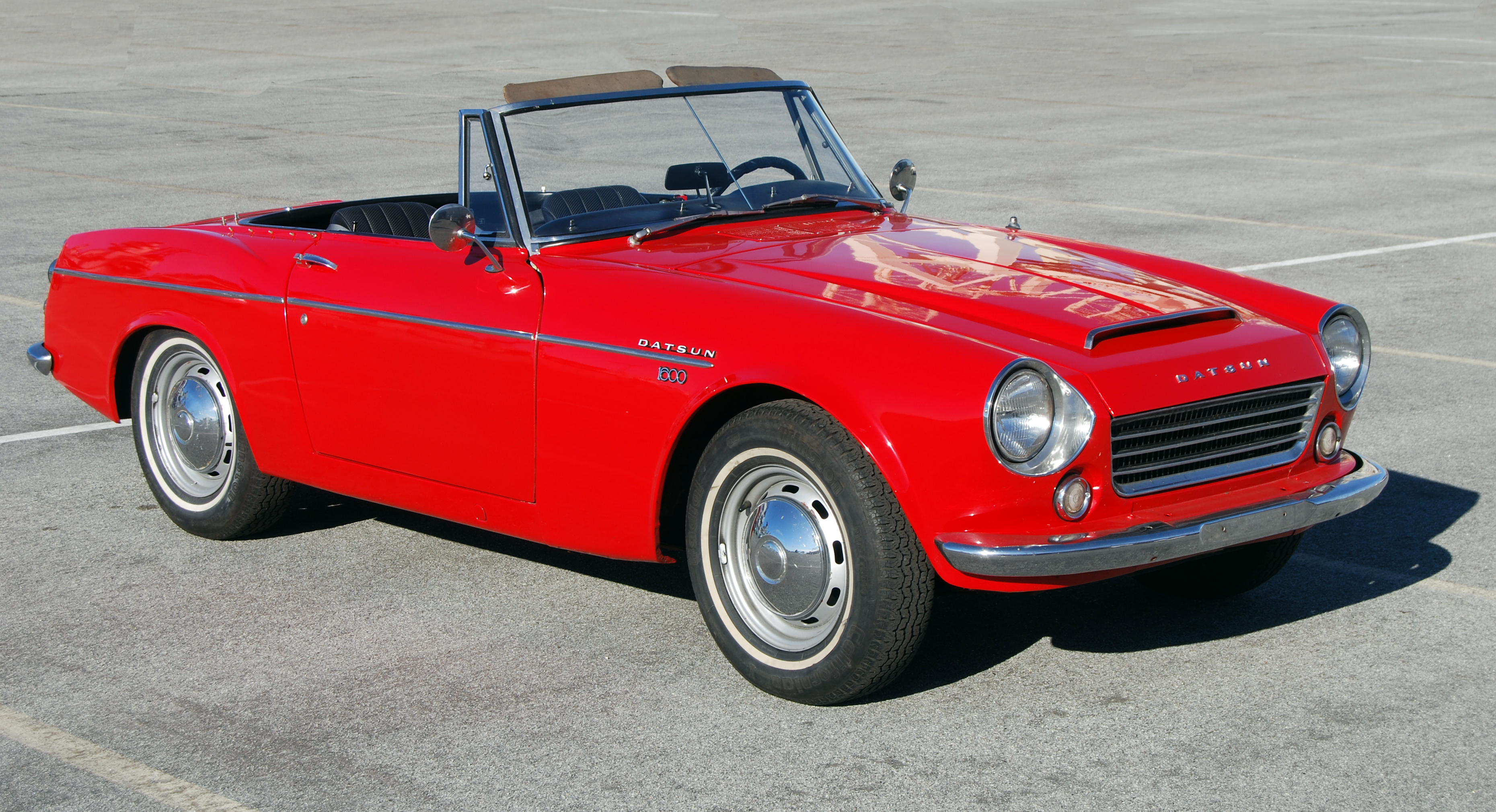
Datsun 1600 Sports

Множество изменений произошли в 1965 году. Хотя 1,5-литровый SP310 продолжал производиться до января, новые SP311 с 1,6-литровым R16 и SPL311 присоединились к нему. Новая модель впервые была показана в 1964 году на Токийском автосалоне, но серийное производство началось только с марта 1965 года. Рестайлингом занимался Альбрехт фон Гёрц, который позже участвовал в проектировании первой модели Fairlady Z. Продававшийся как Fairlady 1600 или Datsun Sports 1600 на многих экспортных рынках, включая Северную Америку, имели 14-дюймовые колеса и незначительные внешние изменения. Передняя подвеска была независимой. Двигатель развивал мощность 96 л. с. (71 кВт). На капоте имелся значок «DATSUN» отстоящими буквами, сзади был шильдик «DATSUN 1600», а сбоку на японских моделях — «Fairlady», на экспортных — «DATSUN 1600». SP311 продолжал производиться до апреля 1970 года.

Первое купе Nissan Silvia имело общую платформу с SP311. CSP311 Silvia имел двигатель R16 мощностью 96 сил и использовал модифицированное шасси Fairlady. Silvia была первым автомобилем с новым двигателем R. Этот двигатель являлся дальнейшим развитием 1488-кубового двигателя G.

## SR311/SRL311

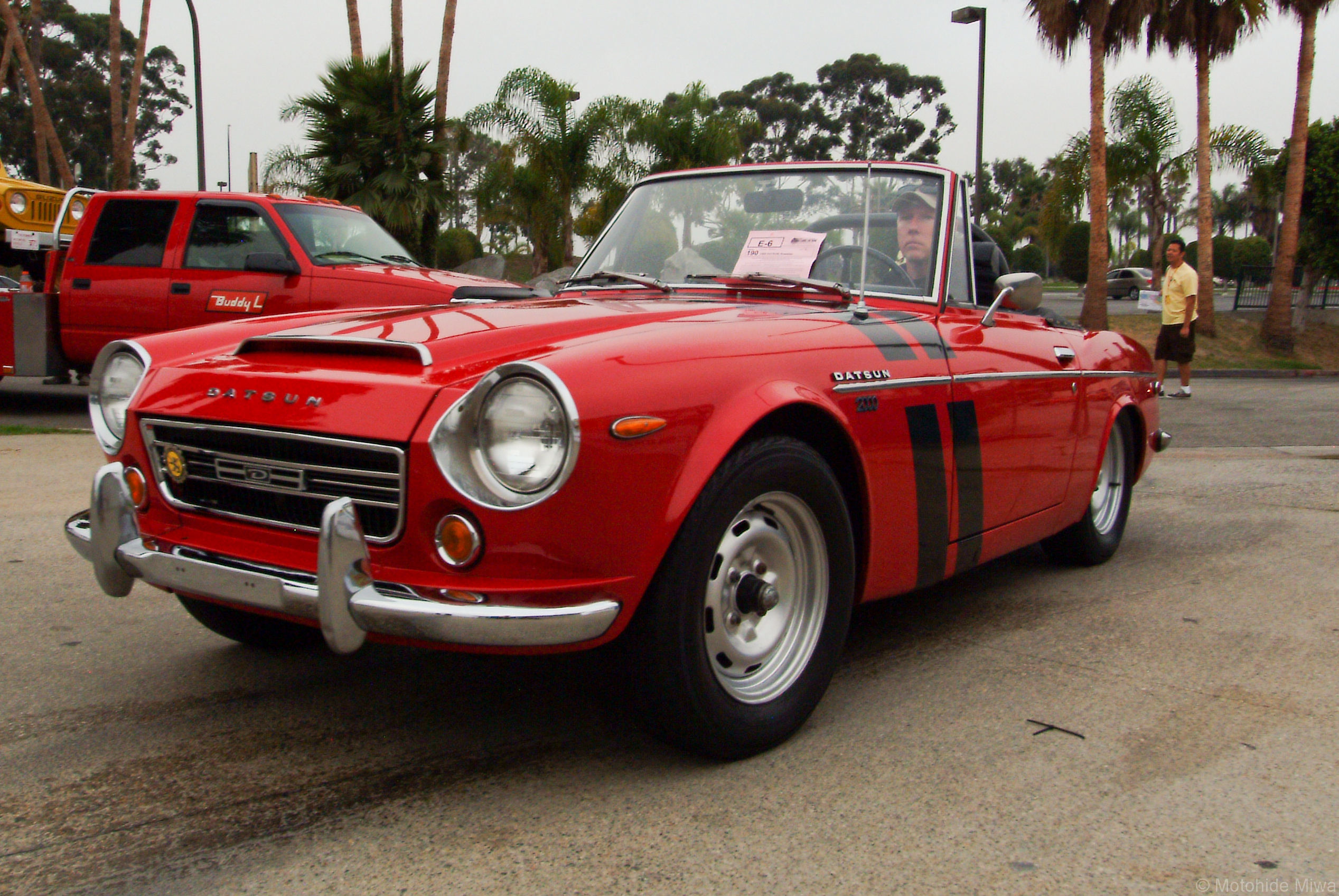
Datsun 2000 (США)

Появившиеся в 1967 году SR311 и SRL311 получили крупное обновление. Выпускавшиеся с марта 1967—1970, SR311 имели 2-литровый (1982 см³) двигатель U20 и пяти-ступенчатую механическую коробку передач, несколько неожиданной для производства в это время. Новый SOHC двигатель имел мощность 135 л. с. (99 кВт). Опциональная комплектация Competition включала, в частности, двойной карбюратор Mikuni/Solex и специальную «B» модель распредвала на 150 сил. В Австралии нет ограничения выбросов и все автомобили с 2-литровыми двигателями имели комплектацию Competition в стандарте.
Из-за 2-литрового двигателя, японские версии расценивались как дорогие, специализированные или спортивные автомобили, ввиду большого транспортного налога.
Datsun 2000 считается лучшим спортивным автомобилем. На нём выступали Джон Мортон (англ.), Боб Шарп (англ.) и другие автогонщики. Кроме того, его стоимость была самой низкой в своем классе. Полная история участия Nissan в гонках, команды, пилоты и автомобили имеется на сайте Datsun Roadster SCCA.
В 1968 году вся линейка была обновлена с новым кузовом, с интегрированными лобовым стеклом и зеркалом заднего вида, обновленной приборной панелью с тумблерами. В США двигатели получили новые меры контроля выбросов, и малый 1600 по-прежнему выпускался параллельно основной модели до конца производства. В Австралии не было контроля за выбросами.